# Nylarsker (parochie)
Nylarsker is een parochie van de Deense Volkskerk in de Deense gemeente Bornholm. De parochie maakt deel uit van het bisdom Kopenhagen en telt 851 kerkleden op een bevolking van 970 (2004). De parochie was tot 1970 deel van Vester Herred.